# 522

## Починали
- Ойтарих, вестготски княз, от амалите